# Bégadan
 Bégadan  là một xã thuộc tỉnh Gironde trong vùng tây nam nước Pháp.
Dân số năm 2006 là 889 người.